# Dinorah de Assis
Dinorah Cândido de Assis (Porto Alegre, 6 de março de 1889 — Porto Alegre 20 de novembro de 1921) foi um futebolista brasileiro que atuou como zagueiro.
Teve parte de sua biografia retratada na minissérie Desejo, sendo interpretado pelo ator Marcos Winter.

## Carreira
Zagueiro, Dinorah começou a carreira no Internacional de São Paulo em 1906. No ano seguinte, sagrou-se campeão paulista.
Em 1908, foi atuar no futebol do Rio de Janeiro, onde vestiu a camisa do America, compondo a defesa ao lado de Belfort Duarte. No Campeonato Carioca, marcou um gol e atuou como árbitro na partida em que o Fluminense goleou o Paissandu e ficou com o título.
Em 1909, transfere-se para o Botafogo, que seria o seu último clube. Após o incidente que vitimou o escritor Euclides da Cunha, Dinorah seguiu jogando com uma bala de revólver alojada na espinha. Uma semana depois do episódio, já estava em campo para atuar contra o Fluminense. Entretanto, foi desenvolvendo um grau de hemiplegia com o passar do tempo.
Já com limitação dos movimentos do corpo, conquistou o Campeonato Carioca em 1910. Na campanha do título, Dinorah disputou nove dos dez jogos, ora como zagueiro, atacante, anotando dois gols. Encerrou as atividades prematuramente no ano seguinte, despedindo-se como goleiro (devido às limitações físicas que a paralisia parcial lhe impôs) na partida amistosa que o Botafogo perdeu por 4–3 para o Americano. Chegou a atuar como árbitro em algumas partidas do campeonato de 1911.

## Vida pessoal
Dinorah nasceu em Porto Alegre, filho de João Cândido de Assis, segundo-tenente de artilharia, e de Joanna Carolina de Assis. Em 1904, passou a morar com seu irmão, Dilermando de Assis, na pensão Monat, situada no bairro de Piedade, no Rio de Janeiro. Dois anos mais tarde, foi para São Paulo, onde iniciou sua carreira futebolística.
Voltou a morar com o irmão no Rio de Janeiro para estabelecer a carreira militar. Em 15 de agosto de 1909, acabou sendo baleado em um trágico incidente envolvendo seu irmão, o escritor Euclides da Cunha e sua esposa Ana Emília Ribeiro. Dilermando e Ana tiveram um relacionamento. Ao descobrir, Euclides fora até a pensão para vingar-se de Dilermando. Na tentativa de defender o irmão, Dinorah foi baleado nas costas pelo escritor, que acabou sendo morto por Dilermando.
Dinorah prosseguiu jogando futebol, mas sua carreira foi prejudicada pelo agravamento de uma paralisia ocasionada pela bala que ficara alojada em sua espinha. A bala só foi retirada em 1913, em Minas Gerais, quando já havia perdido os movimentos de metade do corpo e havia sido internado em um hospício, com distúrbios mentais.
Voltou ao Rio de Janeiro em 1914, onde sobrevivia de esmolas e se locomovia com auxilio de uma muleta. Em 1916, retornou à sua terra-natal, Porto Alegre. Por diversas vezes, Dinorah tentou cometer suicídio. Em 20 de novembro de 1921, atirou-se de um trapiche nas águas do Lago Guaíba e morreu afogado.

## Títulos
Internacional-SP
- Campeonato Paulista: 1907

Botafogo
- Campeonato Carioca: 1910
- Troféu Interestadual Rio-São Paulo: 1910
- Taça Prefeitura: 1910